# Conseil départemental des Hautes-Pyrénées

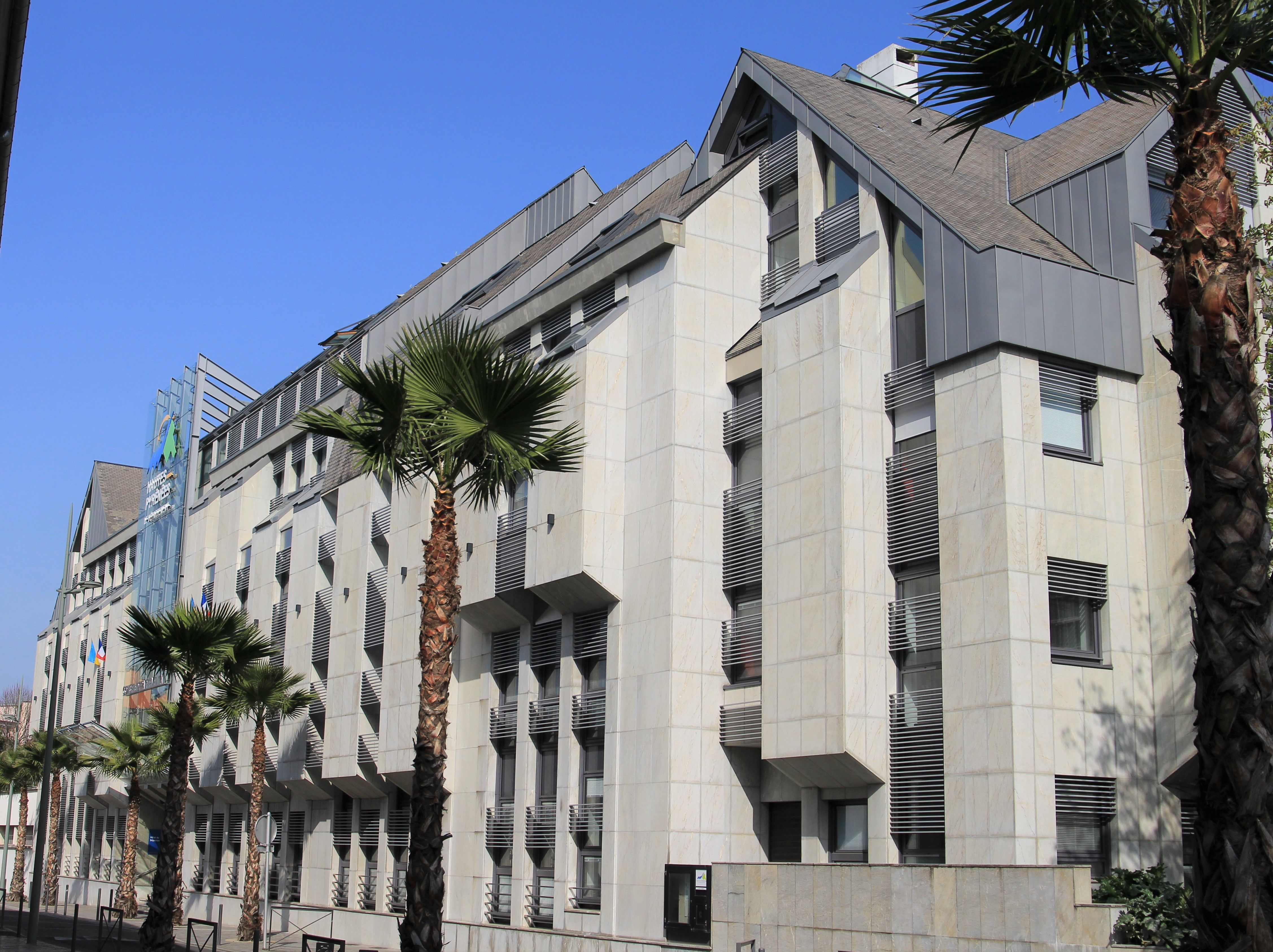
Siège du Conseil départemental à Tarbes.

Le conseil départemental des Hautes-Pyrénées est l'assemblée délibérante du département français des Hautes-Pyrénées, collectivité territoriale décentralisée.

## Localisation
L'édifice est situé dans le quartier du centre-ville à Tarbes (canton de Tarbes 3), département des Hautes-Pyrénées en région Occitanie.

## Le président
Le conseil général des Hautes-Pyrénées est dirigé par Michel Pélieu (PRG) depuis le 31 mars 2011, l'un des nombreux centristes à diriger ce département historiquement acquis au PRG.

## Les conseillers départementaux
Le conseil départemental des Hautes-Pyrénées comprend 34 conseillers départementaux issus des 17 cantons des Hautes-Pyrénées.
| Président du Conseil départemental   |       |       |      |                                       |
| Michel Pélieu (PRG)                  |       |       |      |                                       |
| Parti                                | Sigle | Sigle | Élus | Groupes                               |
| Majorité (26 sièges)                 |       |       |      |                                       |
| Parti radical de gauche              |       | PRG   | 12   | Radical et apparentés                 |
| Parti radical                        |       | PRV   | 1    | Radical et apparentés                 |
| Parti socialiste                     |       | PS    | 7    | Socialiste et apparentés              |
| La République en marche              |       | LREM  | 4    | La République en marche et apparentés |
| Parti communiste français            |       | PCF   | 2    | Communistes - Front de gauche         |
| Opposition (8 sièges)                |       |       |      |                                       |
| Les Républicains                     |       | LR    | 2    | Indépendants et territoires           |
| Divers droite                        |       | DVD   | 2    | Indépendants et territoires           |
| Mouvement radical                    |       | MR    | 1    | Indépendants et territoires           |
| Union des démocrates et indépendants |       | UDI   | 1    | Indépendants et territoires           |
| Les Républicains                     |       | LR    | 2    | Entente républicaine                  |

## Anciens présidents du conseil général
| Période                            | Période                      | Identité                     | Étiquette                    | Étiquette                    |
| Président du conseil général       | Président du conseil général | Président du conseil général | Président du conseil général | Président du conseil général |
| ---------------------------------- | ---------------------------- | ---------------------------- | ---------------------------- | ---------------------------- |
| 1945                               | 1967                         | Paul Baratgin                |                              | PRRRS                        |
| 1967                               | 1992                         | Hubert Peyou                 |                              | PRRRS puis MRG               |
| 1992                               | 2008                         | François Fortassin           |                              | PRG                          |
| 2008                               | 2011                         | Josette Durieu               |                              | PS                           |
| 2011                               | 2015                         | Michel Pélieu                |                              | PRG                          |
| Président du conseil départemental |                              |                              |                              |                              |
| 2015                               | En cours                     | Michel Pélieu                |                              | PRG                          |

## Identité visuelle (logo)

Logo des Hautes-Pyrénées de [Quand ?] à 2009
Logo des Hautes-Pyrénées de 2009 à 2015
Logo des Hautes-Pyrénées de 2015 à 2017
Logo des Hautes-Pyrénées depuis 2017
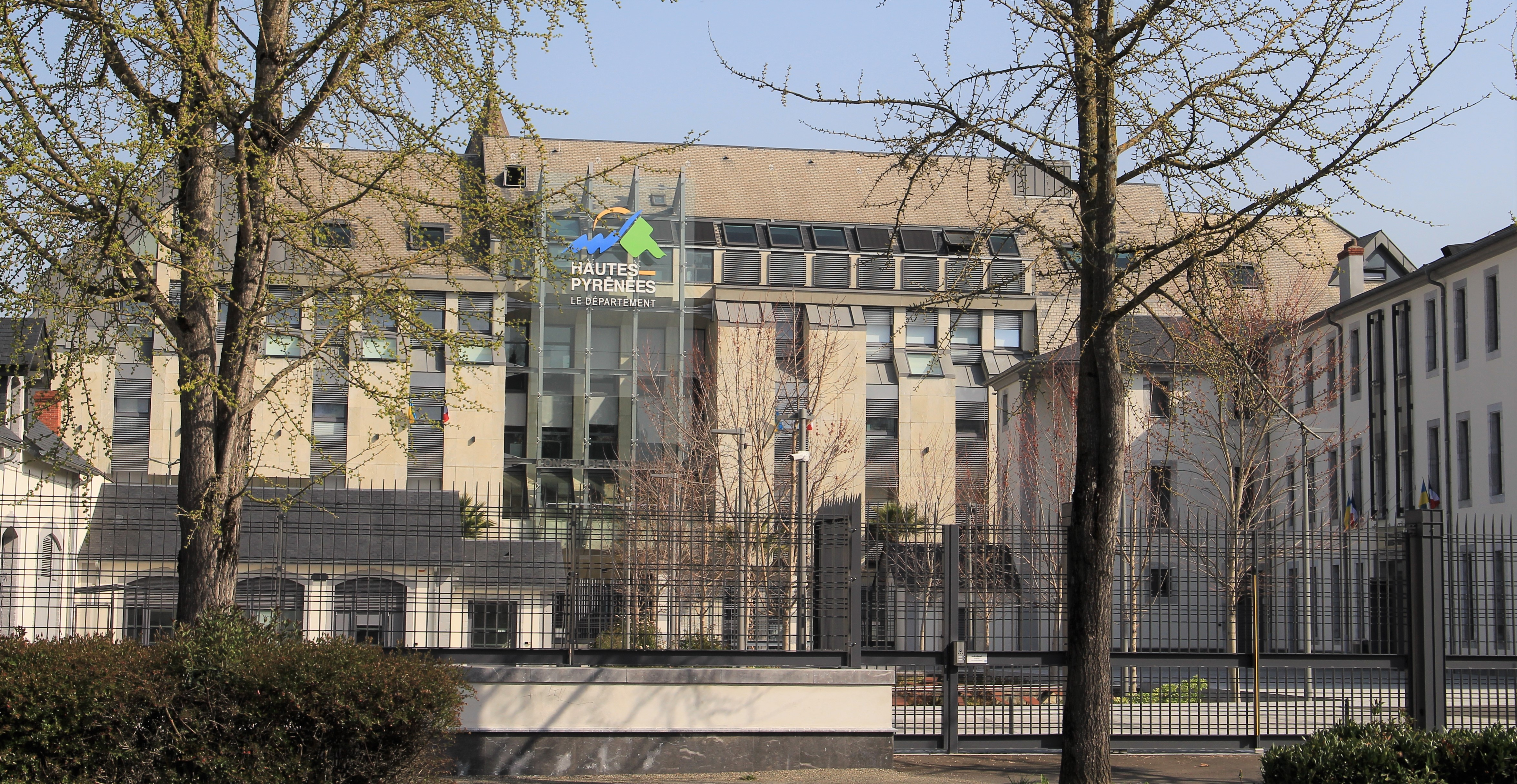
Siège du Conseil départemental à Tarbes.